# Aeropuerto de Ørsta/Volda-Hovden
El Aeropuerto de Ørsta/Volda-Hovden (en noruego: Ørsta/Volda lufthamn, Hovden) (IATA: HOV, OACI: ENOV) es un aeropuerto situado en Hovdebygda, a medio camino entre Ørsta y Volda, en la provincia de Møre og Romsdal, Noruega.

## Aerolíneas y destinos
| Aerolíneas | Destinos                                  |
| ---------- | ----------------------------------------- |
| Widerøe    | Bergen, Oslo-Gardermoen, Sandane, Sogndal |

- Datos: Q1618487
- Multimedia: Ørsta-Volda Airport, Hovden / Q1618487